# Youngsville (Carolina del Nord)
Youngsville è una città degli Stati Uniti d'America situata nella Carolina del Nord, nella Contea di Franklin.
L'insediamento è stato originariamente stabilito come Pacific intorno al 1839 su un terreno di proprietà di John "Jack" Young. Fu ribattezzato Youngsville in suo onore quando la città fu incorporata nel 1875.
Notevoli residenti nell'area includono il cantante di musica country Jason Michael Carroll.
William A. Jeffreys House è stata inserita nel registro nazionale dei luoghi storici nel 1976.